# かぞくモメはじめました
『かぞくモメはじめました』（原題: Parental Guidance）は、2012年に制作されたアメリカ合衆国のコメディ映画。
日本では劇場公開されず、2013年10月2日からソフトレンタルが開始され、2014年6月18日にソフトリリースされた。

## ストーリー
スタイルが古臭いことを理由に解雇されてしまった元野球解説者のアーティは、長年連れ添っている妻のダイアンと静かに生活していた。そんなある日、不仲な娘アリスから、三人の子供をしばらく預かってほしいと連絡が入る。ダイアンはこれを快く引き受けるが、子供嫌いのアーティはいい気分がしなかった。そして子守り当日、やってきた孫三人はとんでもない問題児になっており、それに老夫婦はただただ振り回されるのだった。しかも、それが原因でアーティとアリスは大喧嘩に発展してしまう。しかし、家族同士が本気で衝突することで、次第に互いの間に出来ていた溝が埋まっていく。

## キャスト
| 役名               | 俳優                           | 日本語吹替 |
| ------------------ | ------------------------------ | ---------- |
| アーティ・デッカー | ビリー・クリスタル             | 古川登志夫 |
| ダイアン・デッカー | ベット・ミドラー               | 小宮和枝   |
| アリス・シモンズ   | マリサ・トメイ                 | 渡辺美佐   |
| フィル・シモンズ   | トム・エヴェレット・スコット   | 青山穣     |
| ハーパー・シモンズ | ベイリー・マディソン           | 早見沙織   |
| ターナー・シモンズ | ジョシュア・ラッシュ           | 小林由美子 |
| バーカー・シモンズ | カイル・ハリソン・ブライトコフ | 沖田愛     |

- その他日本語吹替：魚建、小林未沙、雨谷和砂、原島梢、佐竹海莉、藏合紗恵子、田村睦心、西健亮、斉藤貴美子、烏丸祐一、近木裕哉、高橋英則、潘めぐみ、玉木雅士